# Robert Nikolajewitsch Mschwidobadse
Robert Nikolajewitsch Mschwidobadse (russisch Роберт Николаевич Мшвидобадзе, georgisch რობერტ მშვიდობაძე; * 17. August 1989 in Gori) ist ein russischer Judoka georgischer Abstammung. Er war bei den Weltmeisterschaften 2018 Zweiter im Extraleichtgewicht.

## Karriere
Robert Mschwidobadse startete als Jugendlicher für Georgien, 2004 war er Zweiter der Kadetteneuropameisterschaften in der Gewichtsklasse bis 50 Kilogramm, 2005 war er Dritter in der Klasse bis 55 Kilogramm. Seit 2008 kämpft er als Russe in der Gewichtsklasse bis 60 Kilogramm. 2009, 2010 und 2011 war er jeweils Zweiter bei den U23-Europameisterschaften. 2011 gewann er außerdem eine Bronzemedaille bei der Universiade in Shenzhen. 2012 siegte er bei den Polizei-Weltmeisterschaften. 
Nachdem Mschwidobadse bei den Europameisterschaften 2012 in der ersten Runde ausgeschieden war, nahm er erst 2017 wieder an internationalen Meisterschaften teil. Bei den Europameisterschaften 2017 in Warschau bezwang er im Viertelfinale den Aserbaidschaner Orxan Səfərov und im Halbfinale den Georgier Luchum Tschchwimiani, im Finale gewann er die Goldmedaille durch einen Sieg über den Bulgaren Janislaw Gertschew. Bei den Weltmeisterschaften in Budapest schied er durch eine Erstrundenniederlage gegen den Brasilianer Phelipe Pelim aus. Zwei Monate nach den Weltmeisterschaften siegte er beim Grand Slam in Abu Dhabi. Bei den Weltmeisterschaften 2018 in Baku bezwang Mschwidobadse im Viertelfinale den Südkoreaner Lee Ha-rim und im Halbfinale den Georgier Amiran Papinaschwili, im Finale unterlag er dem Japaner Naohisa Takato. Ende 2018 gewann er das Masters-Turnier in Guangzhou. 2019 schied Robert Mschwidobadse bei den Weltmeisterschaften in Tokio in der ersten Runde gegen den Taiwaner Yang Yung-Wei aus. 2020 belegte er den zweiten Platz beim Judo-Grand-Slam-Turnier in Budapest hinter seinem Landsmann Jago Abuladse. Im Finale der Europameisterschaften 2020 trafen die beiden erneut aufeinander, diesmal siegte Mschwidobadse. 2021 war er Zweiter des Grand-Slam-Turniers in Kasan. Bei den Olympischen Spielen in Tokio verlor er seinen Auftaktkampf gegen den Niederländer Tornike Tsjakadoea.